# Hypocrisias armillata
Hypocrisias armillata là một loài bướm đêm thuộc phân họ Arctiinae, họ Erebidae.